# Blackberry Enterprise Server
Blackberry Enterprise Server представляет собой промежуточное программное обеспечение и является частью беспроводной платформы Blackberry от Research In Motion (RIM). Данное программное обеспечение работает совместно с почтовой инфраструктурой. (Microsoft Exchange, Lotus Domino, Novell GroupWise, zimbra) в корпоративной среде. Перенаправляет почтовые сообщения и синхронизирует события календаря и контакты между серверами, рабочими станциями и мобильными устройствами.

## Версии BES
- 2.2: BES for Domino
- 3.6: BES for Exchange
- 4.0: BES for Exchange, Domino, and GroupWise
- 4.1: BES for Exchange, Domino, and GroupWise
- 5.0: BES for Exchange, Domino, and GroupWise
- 5.1: BES for Exchange, Domino, and GroupWise

До версии 4.0, BES имел два различных исходных кода, в версии 2.2 для Domino и 3.6 для версии 3.6 для Exchange. В версии 4.0 и более поздних, большая часть кода интегрирована, но по прежнему есть различные дистрибутивы для каждой поддерживаемой почтовой платформы. Начиная с версии 4.1.2, появилась новая опция, Blackberry Enterprise Server for Applications, которая позволяет создать защищённый шлюз для устройств Blackberry без необходимости для их владельцев иметь почтовый аккаунт. Версия 5.0 была выпущена в 2009 году, для Exchange и Domino, поддержка GroupWise была добавлена в 2010.

## Компоненты BES
BES состоит из набора служб Windows, которые выполняют основные функции системы. Эти службы могут включать в себя (дополнительные службы могут быть установлены в зависимости от конфигурации):
- BlackBerry Alert
- BlackBerry Attachment Service
  - Извлекает и преобразовывает вложения в формат, поддерживаемый устройствами Blackberry.
    - Для документов с расширениями: .doc, .xls, .ppt, .pdf, .wpd, and .txt Служба вложений представляет содержимое вложения в формат Universal Content Stream для просмотра на устройстве.
- BlackBerry Collaboration Service
  - Подключается к серверу обмена мгновенными сообщениями организации для обеспечения обмена мгновенными сообщениями на смартфонах BlackBerry (является опциональным компонентом)
- BlackBerry Controller
  - Запускает, выполняет мониторинги, (при необходимости) перезапускает компоненты сервера BES.
- BlackBerry Database Consistency Service
- BlackBerry Dispatcher
  - Выполняет следующие функции:
    - Передача данных между компонентами BES
    - Сжатие и шифрование данных, отправляемых на смартфоны BlackBerry
    - Дешифрование и распаковка данных получаемых со смартфонов BlackBerry
    - Мониторинг и сообщение о работоспособности компонентов BES
    - Запуск обработки пользователей смартфонов BlackBerry в Blackberry Messaging Agent
- BlackBerry Instant Messaging Connector
- BlackBerry Messaging Agent
  - Выполняет беспроводную синхронизацию событий календаря.
  - Генерирует первичный ключ шифрования
  - Обеспечивает доставку почты и поиск по адресной книге.
- BlackBerry MDS Connection Service
  - Выполняет обработку запросов веб-контента от Blackberry Browser или приложения Blackberry Java на смартфонах BlackBerry.
- BlackBerry MDS Services — Apache Tomcat Service
  - Отправляет и принимает интранет/интернет веб браузинг на устройство посредством службы BlackBerry Dispatcher.
  - Used for data flow with 3rd party Java applications on device
- BlackBerry Policy Service
  - Направляет IT политики на устройства.
  - Осуществляет генерацию нового ключа шифрования.
  - Посылает команды на устройство. Например блокирует устройство, переопределяет пароль либо удалённо уничтожает все данные на устройстве.
- BlackBerry Router
  - Осуществляет маршрутизацию всех данных на беспроводное устройство.
  - Соединяет сервер BES с SRP хостом глобальной инфраструктуры RIM по порту TCP:3101
- BlackBerry Synchronization Service
  - Performs OTA backup and synchronization of all PIM data (contacts, tasks and notes) except calendar.
- BlackBerry User Administration Service (Only 3.6 and BlackBerry Resource Kit (BRK) in 4.0 and 4.1)

## Лог файлы
В ходе работы BES сервер создаёт лог файлы следующих типов:
- ALRT — BES Alert
- BBIM — BlackBerry Instant Messenger (4.1)
- BBUA — BlackBerry User Administration Service (BRK)
- CBCK — Backup Connector
- CEXC — MS Exchange PIM Connector
- CNTS — Lotus Notes/Domino Connector
- CMNG — Management Connector
- CTRL — BlackBerry Controller
- DISP — BlackBerry Dispatcher
- MAGT — BlackBerry Mailbox Agent (aka BlackBerry Messaging Agent)
- MDAT — Mobile Data Services
- MDSS — MDS Services (4.1)
- MDSS-DISCOVERY — MDS Services (4.1)
- POLC — Policy Service
- ROUT — Router
- SYNC — BlackBerry SyncServer
- PhoneCallLog (4.1)
- PINLog (4.1)
- SMSLog (4.1)

## Управление BES
Обычно сервис BES развёртывается и управляется внутри предприятия почтовыми администраторами (теми же людьми, которые отвечают за функционирование почтовых систем Microsoft Exchange, Lotus Domino, или Novell GroupWise) или иногда отдельным IT специалистом: Blackberry или BES администратором.

## BES Express (BESX)
Бесплатная версия сервера BES, имеющая несколько урезанный функционал.
- В BESX отсутствуют функции:
  - Enterprise Instant Messaging Clients (OCS и Lync), Enterprise Social Networking Solutions, Chalk® Pushcast Software и BlackBerry® Mobile Voice System.
  - Существенно сокращено число доступных IT политик (всего 75 по сравнению с 650 в оригинальной версии)
  - Кол-во пользователей сокращено до 2000 при установке на выделенный сервер, до 75 при установке на почтовый сервер
  - Отсутствует функция создания отказоустойчивого кластера в режиме active-standby.
  - Ограничены функции мониторинга сервиса.